# Imunoensaio magnético
O imunoensaio magnético (MIA) é um tipo de imunoensaio diagnóstico que utiliza contas magnéticas como rótulos em vez de enzimas convencionais (ELISA), radioisótopos (RIA) ou moieties fluorescentes (imunoensaios fluorescentes) para detectar um analito especificado. A MIA envolve a ligação específica de um anticorpo ao seu antigénio, onde uma etiqueta magnética é conjugada a um elemento do par. A presença de contas magnéticas é então detectada por um leitor magnético (magnetómetro) que mede a alteração do campo magnético induzida pelas contas. O sinal medido pelo magnetómetro é proporcional à concentração da substância a analisar (vírus, toxina, bactérias, marcador cardíaco, etc.) na amostra inicial.

## Etiquetas magnéticas
As esferas magnéticas são feitas de partículas de óxido de ferro de tamanho nanométrico encapsuladas ou coladas juntamente com polímeros. Estes grânulos magnéticos variam entre 35 nm e 4,5 μm. As nanopartículas magnéticas componentes variam de 5 a 50 nm e exibem uma qualidade única referida como superparamagnetismo na presença de um campo magnético aplicado externamente. Descoberto pelo francês Louis Néel, Prémio Nobel da Física em 1970, esta qualidade superparamagnética já foi utilizada para aplicação médica em Ressonância Magnética (MRI) e em separações biológicas, mas ainda não para etiquetagem em aplicações de diagnóstico comercial. As etiquetas magnéticas exibem várias características muito bem adaptadas a tais aplicações:
- não são afectadas pela química reagente ou pelo fotobranqueamento e, portanto, são estáveis ao longo do tempo,
- o fundo magnético de uma amostra biomolecular é geralmente insignificante,
- a turbidez ou coloração da amostra não tem qualquer impacto nas propriedades magnéticas,
- as contas magnéticas podem ser manipuladas remotamente por magnetismo.

## Detecção
O imunoensaio magnético (MIA) é capaz de detectar moléculas ou agentes patogénicos seleccionados através da utilização de um anticorpo marcado magneticamente. Funcionando de forma semelhante à de um ELISA ou Western Blot, é utilizado um processo de ligação de dois anticorpos para determinar as concentrações de analitos. A MIA utiliza anticorpos que revestem um grânulo magnético. Estes anticorpos ligam-se directamente ao patogéneo ou molécula desejado e o sinal magnético emitido das esferas ligadas é lido utilizando um magnetómetro. O maior benefício que esta tecnologia proporciona para a imuno-coloração é que pode ser realizada num meio líquido, onde métodos como ELISA ou Western Blotting requerem um meio estacionário para que o alvo desejado se ligue antes que o anticorpo secundário (como o HRP [Horse Radish Peroxidase]) possa ser aplicado. Uma vez que a MIA pode ser conduzida num meio líquido, uma medição mais precisa das moléculas desejadas pode ser realizada no sistema modelo. Uma vez que não deve ocorrer isolamento para alcançar resultados quantificáveis, os utilizadores podem monitorizar a actividade dentro de um sistema. Obtendo uma melhor ideia do comportamento do seu alvo.
As maneiras em que esta detecção pode ocorrer são muito numerosas. A forma mais básica de detecção é passar uma amostra através de uma coluna de gravidade que contém uma matriz de polietileno com o anticorpo secundário. O composto alvo liga-se ao anticorpo contido na matriz, e quaisquer substâncias residuais são lavadas utilizando um tampão escolhido. Os anticorpos magnéticos são então passados através da mesma coluna e, após um período de incubação, quaisquer anticorpos não ligados são lavados utilizando o mesmo método que antes. A leitura obtida a partir dos grânulos magnéticos ligados ao alvo que é capturado pelos anticorpos na membrana é utilizada para quantificar o composto alvo em solução.
Além disso, por ser tão semelhante em metodologia a ELISA ou Western Blot, as experiências para MIA podem ser adaptadas para utilizar a mesma detecção se o investigador quiser quantificar os seus dados de forma semelhante.

## Magnetómetros
Um instrumento simples pode detectar a presença e medir o sinal magnético total de uma amostra, contudo, o desafio de desenvolver um MIA eficaz é separar o fundo magnético (ruído) que ocorre naturalmente do alvo (sinal) marcado magneticamente fraco. Foram empregues várias abordagens e dispositivos para alcançar uma relação sinal/ruído significativa (SNR) para aplicações de bio-sensing:
- sensores magneto-resistivos gigantes e válvulas rotativas
- cantilevers piezo-resistivos
- sensores indutivos
- dispositivos de interferência quântica supercondutores (SQUID)
- anéis anisotrópicos magneto-resistivos
- e sensores miniatura Hall.

Mas a melhoria do SNR requer frequentemente um instrumento complexo para fornecer uma leitura repetida e extrapolação através do processamento de dados, ou um alinhamento preciso do alvo e do sensor de miniatura e tamanho correspondente. Para além deste requisito, MIA que explora as propriedades magnéticas não lineares dos rótulos magnéticos pode efectivamente utilizar a capacidade intrínseca de um campo magnético para passar através de plástico, água, nitrocelulose, e outros materiais, permitindo assim medições volumétricas verdadeiras em vários formatos de imunoensaio. Ao contrário dos métodos convencionais que medem a susceptibilidade de materiais superparamagnéticos, um MIA baseado na magnetização não linear elimina o impacto de materiais lineares dia- ou paramagnéticos como a matriz da amostra, plásticos consumíveis e/ou nitrocelulose. Embora o magnetismo intrínseco destes materiais seja muito fraco, com valores típicos de susceptibilidade de -10-5 (dia) ou +10-3 (para), quando se investiga quantidades muito pequenas de materiais superparamagnéticos, tais como nanogramas por teste, o sinal de fundo gerado pelos materiais auxiliares não pode ser ignorado. Em MIA baseados nas propriedades magnéticas não lineares das etiquetas magnéticas, os grânulos são expostos a um campo magnético alternado a duas frequências, f1 e f2. Na presença de materiais não lineares, tais como etiquetas superparamagnéticas, um sinal pode ser registado em frequências combinatórias, por exemplo, a f = f1 ± 2×f2. Este sinal é exactamente proporcional à quantidade de material magnético no interior da bobina de leitura.
Esta tecnologia torna possível o imunoensaio magnético numa variedade de formatos, como por exemplo:
- teste de fluxo lateral convencional através da substituição de etiquetas douradas por etiquetas magnéticas
- testes de fluxo vertical que permitem a interrogação de analitos raros (tais como bactérias) em amostras de grande volume
- aplicações microfluídicas e biochip

Foi também descrito para aplicações in vivo e para testes multiparamétricos.

## Utilizações
A MIA é uma técnica versátil que pode ser utilizada para uma grande variedade de práticas.
Actualmente tem sido utilizada para detectar vírus em plantas para apanhar agentes patogénicos que normalmente devastariam culturas como o vírus da Folha de Uva, o vírus da Folha de Uva, e o vírus da Batata X. As suas adaptações incluem agora dispositivos portáteis que permitem ao utilizador recolher dados sensíveis no campo.
O MIA também pode ser utilizado para monitorizar as drogas terapêuticas. Um relatório de caso de um paciente de 53 anos de idade com transplante renal detalha como os médicos foram capazes de alterar as quantidades da droga terapêutica.